# Časopisy pro ženy
Časopisy pro ženy jsou periodické publikace pro ženy, všeobecné, společenské, politické, osvětové, populárně vědecké, oborové nebo lifestylové. Bývají bohatě ilustrovány. Jsou zaměřeny na cílovou skupinu dívek a žen, čtou je však také muži.

## Historie
V českých zemích sahá historie vývoje od časopiseckých příloh pro ženy k samostatným dámským časopisům do druhé poloviny 19. století, kdy se rozvíjely první ženské spolky. Až do té doby šlechtičny a bohaté měšťanské (vzdělané) ženy odebíraly časopisy rakouské, německé, francouzské či anglické. 
Magazíny vydávané v českých zemích se většinou orientovaly na ženskou emancipaci, česky psané na národní uvědomění, zbožnost a aktuality v české společnosti, rozvíjeni vzdělání, přinášely praktické rady o hospodaření a vedení domácnosti, zejména o vaření, odívání, výchově a vzdělávání dětí, a dále společenské a kulturní aktuality.
Cizí, čtené v českých zemích před rokem 1879:
- Les modes parisiennes – rakouský módní časopis, od roku 1803 vydávaný jako příloha, později samostatně, celostranné přílohy: ručně kolorované litografie, později chromolitografie
- Der Bazar – německý časopis pro ženy a módu, vydavatel Bazar A.G. Berlín, vycházel v letech 1855–1937, zpočátku čtrnáctideník, pak týdeník[1]
- Harper's Bazaar, americký módní a ženský časopis, vycházel v New Yorku od roku 1867 pod titulem Harper's Bazar podle vzoru německého Bazaru, v druhém vydavatelském období od roku 1898 si pro odlišení do názvu vložil druhé písmeno "a", pod tímto titulem Harper's Bazaar vychází dosud.
- Illustrirte Frauen-Zeitung, mezinárodní  módní časopis, Berlín-Vídeň-Paříž, tisk Bruckmann Berlín, ručně kolorované xylografie, zpočátku týdeník, později čtrnáctideník; vycházel od 1. ledna 1874, (1. ročník) do 6. prosince 1911 (37. ročník).[2]
- Die Dame – německý časopis pro ženy a módu, vycházel v letech 1874–1937 v Berlíně.

České z let 1879–1940
- Ludmila – list pro křesťanské matky, Anežka – list pro křesťanské panny, oba od roku 1879 vydával Antonín Skočdopole v Českých Bud̟ějovicích
- Nové pařížské módy vydávány v letech 1882–1940
- Ženská hlídka (od roku 1910 do 1939) – příloha deníku Národní politika, později deníku České slovo, obměněna s titulem Nová ženská hlídka
- Ženské listy (vycházely 1873–1926)
- Ženský list (vycházel 1892–1914)[3]

České prvorepublikové od roku 1919 až protektorátní:
- Žena – katolický časopis Československé strany lidové (vycházel od roku 1919)[4]
- Hvězda československých paní a dívek (vydávána i pod jinými, podobnými názvy v letech 1925–1945)
- List paní a dívek (vydáván 1925–1943)
- Rozsévačka – propagandistický list komunistických žen, redigovaly Helena Malířová, po ní Jožka Jabůrková (1926–1938)
- revue Eva – (vycházela 1928–1932)
- Moravská žena – moravský katolický časopis
- Zvěstování – katolický list
- Ženské noviny – list žen Československé strany sociálně demokratické

Po druhé světové válce
- Vlasta (od roku 1947 dosud)
- Žena a móda (od roku 1949 do 1993)
- Praktická žena
- Dorka (od roku 1968 do 1989)
- Naše rodina (od roku 1968 dosud)

## Rozdělení
tematické
- Časopisy pro dívky (liší se jazyk, obsah a grafický design)
- Časopisy všeobecné
- Časopisy náboženské, ideologické a politické
- Časopisy specializované (svatební móda, vaření, apod.)

podle médií
- tištěné
- internetové – online
  - profesionální periodické
  - příležitostné
  - blogy

## Současné časopisy (od roku 1989)
Tištěné
- Betynka
- Burda
- Cosmopolitan
- Dáša
- Elle
- Chvilka pro tebe
- InStyle
- Joy
- Katka
- Marianne
- Můj příběh
- Ona Dnes (příloha MF Dnes)
- Praktická žena
- Puls
- Svět ženy
- Svět ženy Zdraví
- Zdravé hubnutí
- Vlasta
- Žena a život

internetovéHeroine